# Divizion Černyšëva
La Divizion Černyšëva (in russo: Дивизион Чернышёва), chiamata anche in inglese Chernyshev Division, appartiene alla Kontinental Hockey League e venne formata nel 2008. Dopo la riorganizzazione della lega nel 2009 venne inserita nella Eastern Conference. Il suo nome è stato scelto in ricordo di Arkadij Černyšëv, bandiera dell'hockey sovietico membro della Hall of Fame della IIHF.

## Squadre attuali
- Admiral
- Amur Chabarovsk
- Avangard Omsk
- Barys Astana
- Salavat Julaev
- Sibir’ Novosibirsk

## Campioni di Divizion
- 2008-09 -  Ak Bars Kazan’ (36-4-6-10, 122 pt.)
- 2009-10 -  Salavat Julaev (37-7-4-8, 129 pt.)
- 2010-11 -  Avangard Omsk (31-11-3-9, 118 pt.)
- 2011-12 -  Avangard Omsk (26-5-5-18, 93 pt.)
- 2012-13 -  Avangard Omsk (26-9-6-11, 102 pt.)
- 2013-14 -  Barys Astana (26-6-4-17, 94 pt.)
- 2014-15 -  Sibir’ Novosibirsk (34-3-3-20, 111 pt.)
- 2015-16 -  Avangard Omsk (27-6-13-14, 106 pt.)
- 2016-17 -  Avangard Omsk (30-8-3-19, 109 pt.)
- 2017-18 -  Salavat Julaev (26-5-5-20, 93 pt.)
- 2018-19 -  Barys Astana (28-10-10-14, 86 pt.)
- 2019-20 -  Barys Astana (31-7-8-16, 84 pt.)
- 2020-21 -  Avangard Omsk (33-3-12-12, 84 pt.)

## Vincitori della Coppa Gagarin prodotti
- 2008-09 -  Ak Bars Kazan’
- 2010-11 -  Salavat Julaev
- 2020-21 -  Avangard Omsk